# Vatica pentandra
Vatica pentandra är en tvåhjärtbladig växtart som beskrevs av Peter Shaw Ashton. Vatica pentandra ingår i släktet Vatica och familjen Dipterocarpaceae. Inga underarter finns listade i Catalogue of Life.